# Bojana Stamenov

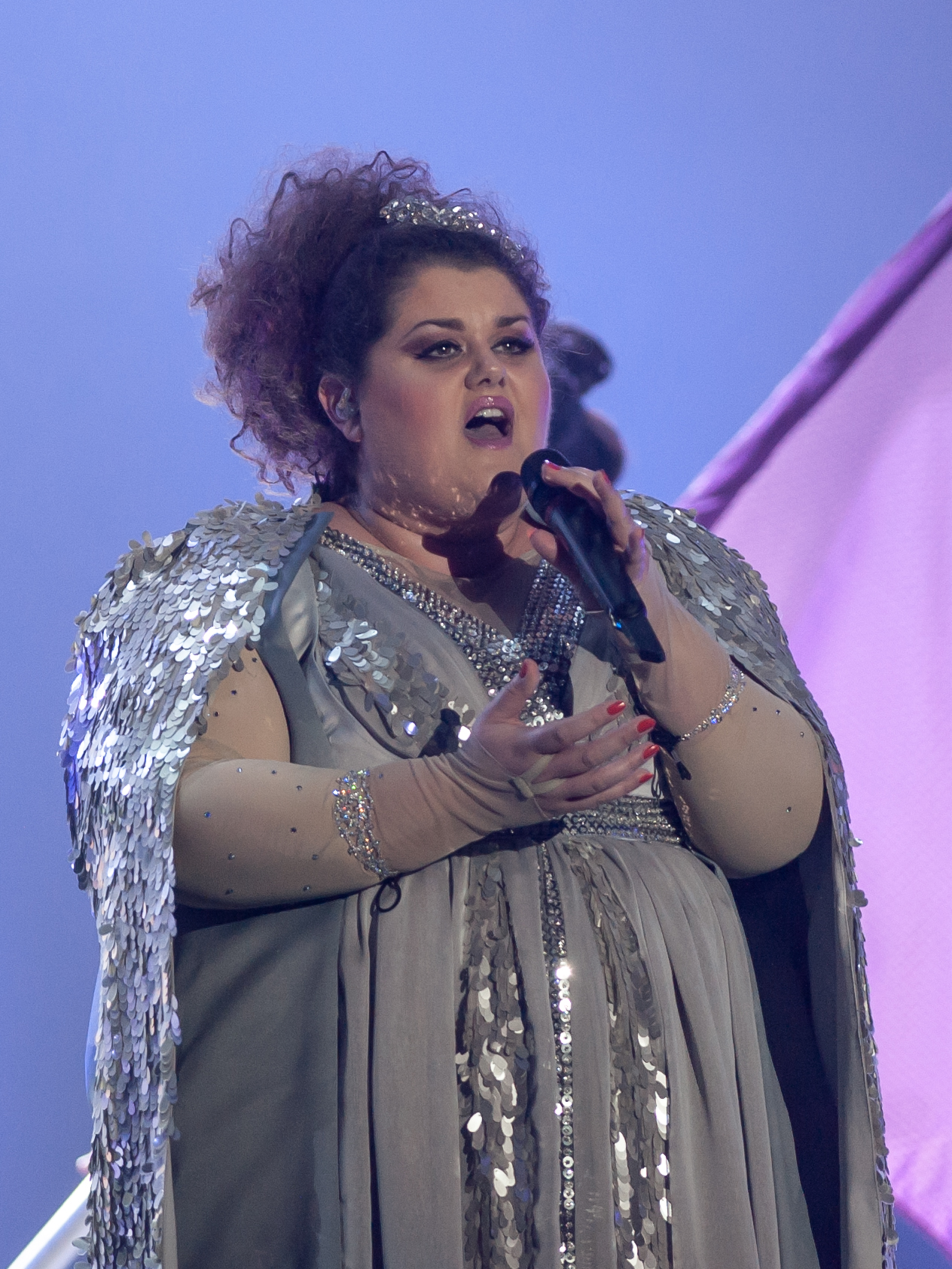
Bojana Stamenov maj 2015.

Bojana Stamenov, född 24 juni 1986 i Belgrad, är en serbisk sångerska som representerade sitt land i Eurovision Song Contest 2015 med låten Beauty never lies.